# 相山镇
相山镇，是中华人民共和国江西省抚州市崇仁县下辖的一个乡镇级行政单位。

## 行政区划
相山镇下辖以下地区：
相山街社区、枧上村、凤岗村、林头村、柏昌村、双坑村、山斜村、港下村、朱溪村、浯漳村和陈坊村。